# شورای کلیسایی بیت لاپات

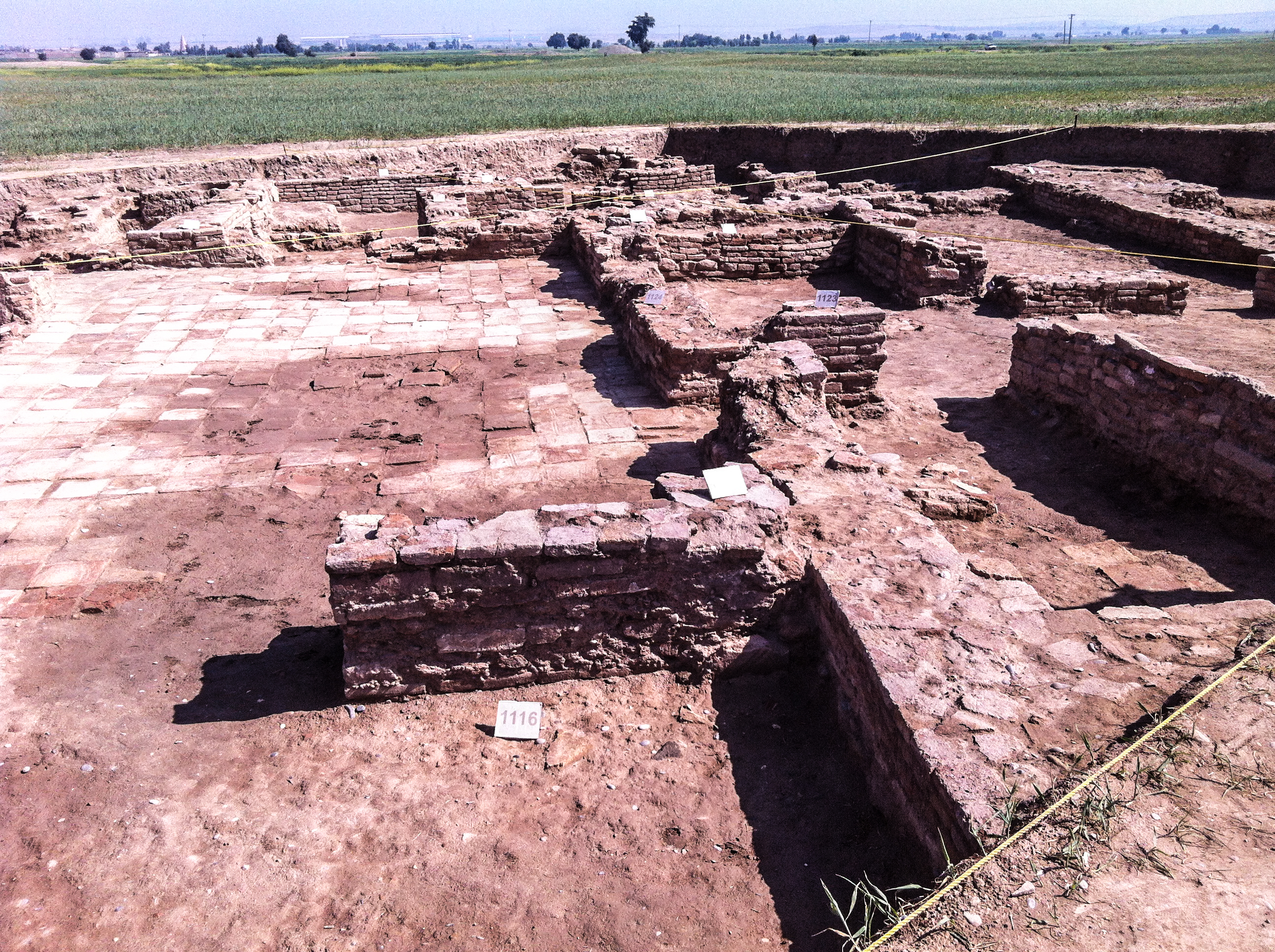
بقایای باستانی شهر باستانی جندی شاپور (شهر) (بیت لاپات)

شورای کلیسایی بیت لاپات (انگلیسی: Synod of Beth Lapat)، یک سینود از کلیسای مشرق بود که در سال ۴۸۴ در شاهنشاهی ساسانی شهر گندی‌شاپور (شهر)/بیت لاپات ("Bēth Lapaṭ"، در زبان سریانی). این شورا توسط متروپولیتن بارسوما از نیسیبیس (متوفی ۴۹۱)، که درگیر درگیری طولانی با پدرسالار Babowai بود، اداره می‌شد. پاتریارک کلیسای شرق (د ۴۸۴). هیچ اقدامی از این مجمع حفظ نشده است، اما داده‌های جزئی از منابع دیگر حاکی از آن است که در مورد موضوعات مختلف کلیساشناسی بحث شده و قانون کلیسایی علیه شمعونی اتخاذ شده است. از آنجایی که متروپولیتن بارساوما در منازعات [مسیح‌شناسی] درگیر بود، گمان می‌رود که چندین سؤال الهیات مسیحی نیز مورد بحث قرار گرفته است و برخی منابع متأخر (اعمال مجمع عمومی که در سال ۶۰۵ برگزار شد) حاکی از آن است که مجمع ۴۸۴ قطعنامه‌ای اتخاذ کرده است. در حمایت از آموزه‌های الهیات تئودور موپسوستیا (متوفی ۴۲۸). از آنجایی که هیچ عقیده و تصمیمات کلامی این شورا حفظ نشده است، نتیجه آن موضوع مفروضات گوناگونی در میان دانشمندان بوده است.